# Брат и мир
Брат и мир је позоришна представа Индексовог позоришта.

## Радња
Представа је представљена метафорично. Слободан Милошевић жели да прошири државу, у ствари стан у представи. Он помаже свом рођаку из стана испод његовог, Босне и Херцеговине, да узме од својих цимера, Балије (Алије Изетбеговића) и рођака комшије Срање (Фрање Туђмана), одређене делове стана и припоји их Слободановим. Са Слобом такође живе и Мира Марковић, која је представљена као гротескни, бркати комунистички фанатик и њен нећак Момо (Момир Булатовић), који има своју приватну терасу у стану (Црна Гора) и често је жртва Мирине и Слобине дреке и љутње. Кућни савет безбедности, односно Савет безбедности Уједињених нација, не дозвољава планирано проширење стана и прети да ће Слоби застаклити терасу, па чак и да ће га бомбардовати. Тад долази "брале" (Радован Караџић) из Босне. Мира Марковић, односно снајка, како он њу зове, га не подноси. Она каже да ће он њих отерати у гроб. Слободан ангажује дрвеног адвоката Виталија Чуркина не би ли им он некако помогао у одбрани пред унспектором (представником Ујединјених нација). Укућани су се маскирали у децу цвећа да би убедили унспектора да су за мир, а онда почели да пуше марихуану, не би ли што више личили на хипи-комуну. Пошто се брале маскирао у дете лишћа, а касније није потписао план о томе да се слаже о враћању старих граница пошто је био надрогиран и успаван, они су га бацили у доњи стан. Грађевински унспектор је прегледао стан, односно државу, и укинуо санкције. Они су могли да се возе лифтом што значи да су могли да се возе авионом и да играју фудбал са пријатељима.

## Улоге
| Глумац                 | Улога              |
| ---------------------- | ------------------ |
| Драгољуб Љубичић Мићко | Слободан Милошевић |
| Слободан Бићанин       | Мира Марковић      |
| Ранко Горановић        | Момир Булатовић    |
| Бранислав Петрушевић   | Радован Караџић    |